# Neope pandyia
Neope pandyia är en fjärilsart som beskrevs av Talbot 1947. Neope pandyia ingår i släktet Neope och familjen praktfjärilar. Inga underarter finns listade i Catalogue of Life.